# Aeropuerto Internacional de Leópolis
El Aeropuerto Internacional de Leópolis (en ucraniano: Міжнародний аеропорт «Львів» імені Дани́ла Га́лицького) (IATA: LWO, OACI: UKLL) es un aeropuerto situado en Leópolis, Ucrania. En 2019, el aeropuerto atendió a 2 217 400 pasajeros. El aeropuerto está ubicado a 6 km de Leópolis. Los pasajeros tienen acceso a oficinas de cambio de divisas, almacenes de equipajes, cajeros automáticos, teléfonos, cafeterías y un aparcamiento.

## Historia

### Ampliación de 2012
Como preparación para la Eurocopa de 2012, el aeropuerto internacional de Leópolis invirtió 200 millones de dólares para el proyecto de ampliación. De los 200 millones el gobierno ucraniano aportó 70 millones, y los 130 millones restantes procedieron de inversores privados. El proyecto de ampliación incluye una ampliación de la pista de aterrizaje de 700 metros y una nueva terminal capaz de atender 1.220 pasajeros por hora (5.69 millones anualmente).

### Invasión rusa de 2022
El 18 de marzo de 2022 el aeropuerto internacional de Leópolis fue alcanzado con varios misiles de crucero rusos procedentes del Mar Negro, destruyendo el edificio de reparación de aviones por completo.

## Pasajeros
Número de pasajeros del aeropuerto de Leópolis:
| Año  | Pasajeros | Cambio |
| ---- | --------- | ------ |
| 2002 | 110 200   | -      |
| 2003 | 144 100   | 30.8 % |
| 2004 | 198 200   | 37.5 % |
| 2005 | 235 900   | 19 %   |
| 2006 | 278 200   | 18 %   |
| 2007 | 424 100   | 52.4 % |
| 2008 | 532 100   | 25.5 % |
| 2009 | 452 300   | 15 %   |
| 2010 | 481 900   | 6.5 %  |
| 2011 | 296 900   | 38.4 % |
| 2012 | 576 000   | 94 %   |
| 2013 | 700 800   | 21.7 % |
| 2014 | 585 200   | 16.5 % |
| 2015 | 570 570   | 2.5 %  |
| 2016 | 738 000   | 29.3 % |
| 2017 | 1 080 000 | 46.3 % |
| 2018 | 1 597 700 | 48 %   |
| 2019 | 2 217 400 | 38.8 % |

## Aerolíneas y destinos
| Aerolínea                      | Destinos                                                                                       |
| ------------------------------ | ---------------------------------------------------------------------------------------------- |
| Azur Air Ukraine               | Antalya, Bodrum, Dalaman, Sharm el-Sheij                                                       |
| Jonika Airlines                | Atenas, Hurgada, Sharm el-Sheij                                                                |
| SkyUp Airlines                 | Muchos, Bakú                                                                                   |
| Ukraine International Airlines | Kiev, Madrid, Antalya, Tivat, Hurghada, Sharm el-Sheij                                         |
| Windrose Airlines              | Kiev, Heraclión, Rodas, Antalya, Hurghada                                                      |
| Pegasus Airlines               | Estambul, Bodrum                                                                               |
| Turkish Airlines               | Estambul                                                                                       |
| airBaltic                      | Riga                                                                                           |
| Austrian Airlines              | Viena                                                                                          |
| Buta Airways                   | Bakú                                                                                           |
| LOT Polish Airlines            | Varsovia                                                                                       |
| Lufthansa                      | Munich                                                                                         |
| Ryanair                        | Londres Stansted, Berlín-Schönefeld, Memmingent-West, Budapest, Cracovia, Breslavia, Eindhoven |
| Voyage Air                     | Varna                                                                                          |
| Wizz Air                       | Muchos                                                                                         |